# یانکی کندل
یانکی کندل (انگلیسی: Yankee Candle) شرکت کالای آمریکایی است، که در سال ۱۹۶۹ تأسیس شد و هم‌اکنون زیرمجموعه‌ای از شرکت نیوول برندس می‌باشد.